# Travis Pastrana

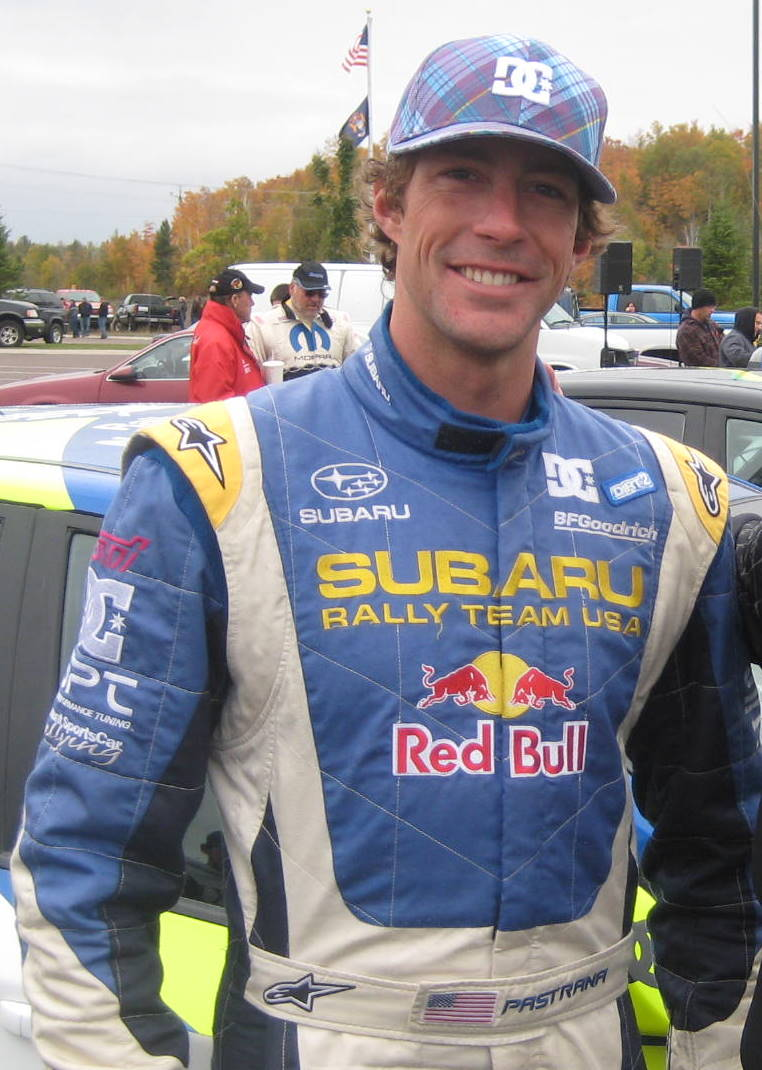
Pastrana en 2009.

Travis Alan Pastrana, né le 8 octobre 1983 à Annapolis dans le Maryland, est un compétiteur professionnel américain de sport automobile et un cascadeur qui a remporté des championnats et des médailles d'or aux X Games dans plusieurs disciplines, notamment le supercross, le motocross, le motocross freestyle et les courses de rallye.  Il est l'un des piliers du FMX (motocross freestyle) dont il devient champion du monde à 14 ans.
Il dirige l'émission de téléréalité appelé Nitro Circus et la série de courses de rallycross Nitrocross.
Il a été champion à quatre reprises en Rally America et a également participé au championnat de Global RallyCross.
Pastrana est également pilote de NASCAR. En Craftsman Truck Series, il a piloté à temps partiel la chevrolet no 41 de l'écurie Niece Motorsports (en) (2012, 2015, 2017 et 2020). Il participe au championnat d'Xfinity Series en 2012 (à temps partiel) et en 2013 (à plein temps) et pilote la Toyota Camry no 67 de l'écurie 23XI Racing lors du Daytona 500 de 2023 en Cup Series, terminant la course 11e après y avoir mené un tour.
En 2022, aux côtés du pilote britannique  Steve Curtis (en), il devient champion du monde en Class 1 World Powerboat Championship (en).

## Carrière
Au best trick des Summer Xgames, le 4 août 2006, il devient le premier free styler au monde à réussir un double backflip. Cette année-là, il est rentré chez lui avec trois médailles d'or (fmx - best trick et rally).
À noter aussi que Travis a réalisé un record du monde en roulant sur l'eau au guidon de sa Suzuki RM, en arrivant à plus de 100 km/h en aqua planing sur une plage du Costa Rica, pour finalement prendre une rampe (flottante) et faire un backflip. Il a aussi fait le plus petit backflip au monde au MXWC (Moto X world championship) en avril 2008.
À côté de cela, il parcourt le monde avec le Nitro Circus Crew, à la recherche de nouvelles sensations et de nouveaux exploits.
Il est également très actif dans le milieu du parachutisme et du base jumping.

## Tricks inventés en FMX
- Cliffhanger
- Flintstone
- Rodeo
- Backflip Seatgrab
- Superflip
- Super Indian flip
- Barspin backflip
- Backflip Tsunami
- Double Backflip
- Le Toilet Paper Roll (TP7)

## Film avec/de Travis Pastrana
- Global Addiction
- Terrafirma 1
- Terrafirma 6
- Crusty Demons 3
- Crusty Demons 4
- Crusty Demons 5
- Motorhead
- Travis and the Nitro Circus 1
- Travis and the Nitro Circus 2
- Nitro Circus 3

Nitro Circus 4
Nitro Circus 5
Nitro Circus 6
Nitro Circus 7
Nitro Circus 8
Nitro Circus 9
Nitro Circus 10
Nitro Circus 11
Nitro Circus 3d
- Nitro Circus Lock'n Load
- Nitro Circus Crew "Thrillbillies"

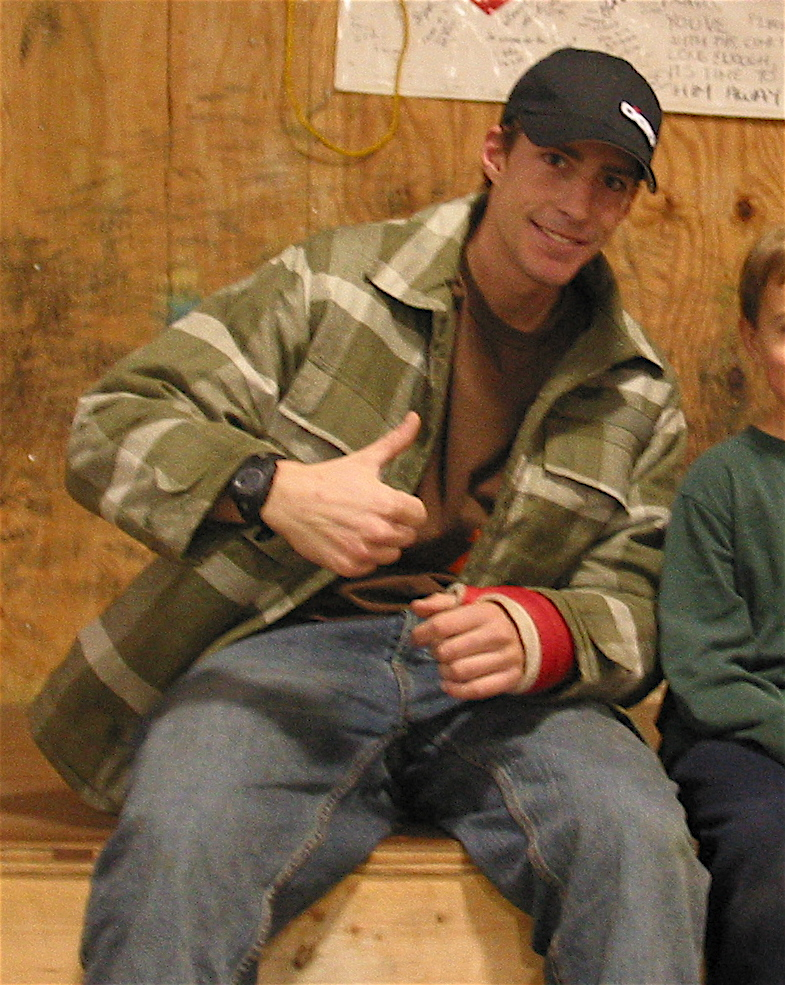
Travis Pastrana.

- Nitro Circus Thrillbillies Doublewide
- 199 Lives (fin du printemps 2008)
- Nitro circus MTV SAISON 1
- Nitro circus MTV SAISON 2
- Nitro Circus 7 (Fin de l'automne 2009)
- On The Pipe 4
- "This Is How We Roll", clip du groupe de musique country Florida Georgia Line

## Performances en carrière
- A passé un backflip dans le Grand Canyon ;
- A passé un backflip sur une rampe de Big Air avec un tricycle ;
- A été 5 fois champion de moto amateur ;
- A eu plus de 60 fractures ;
- A gagné 5 médailles d'or aux Gravity Games ;
- A gagné 4 fois aux X-Fighters ;
- A gagné 17 médailles aux X-Games ;
- A sauté d'un avion sans parachute.

## Palmarès X games

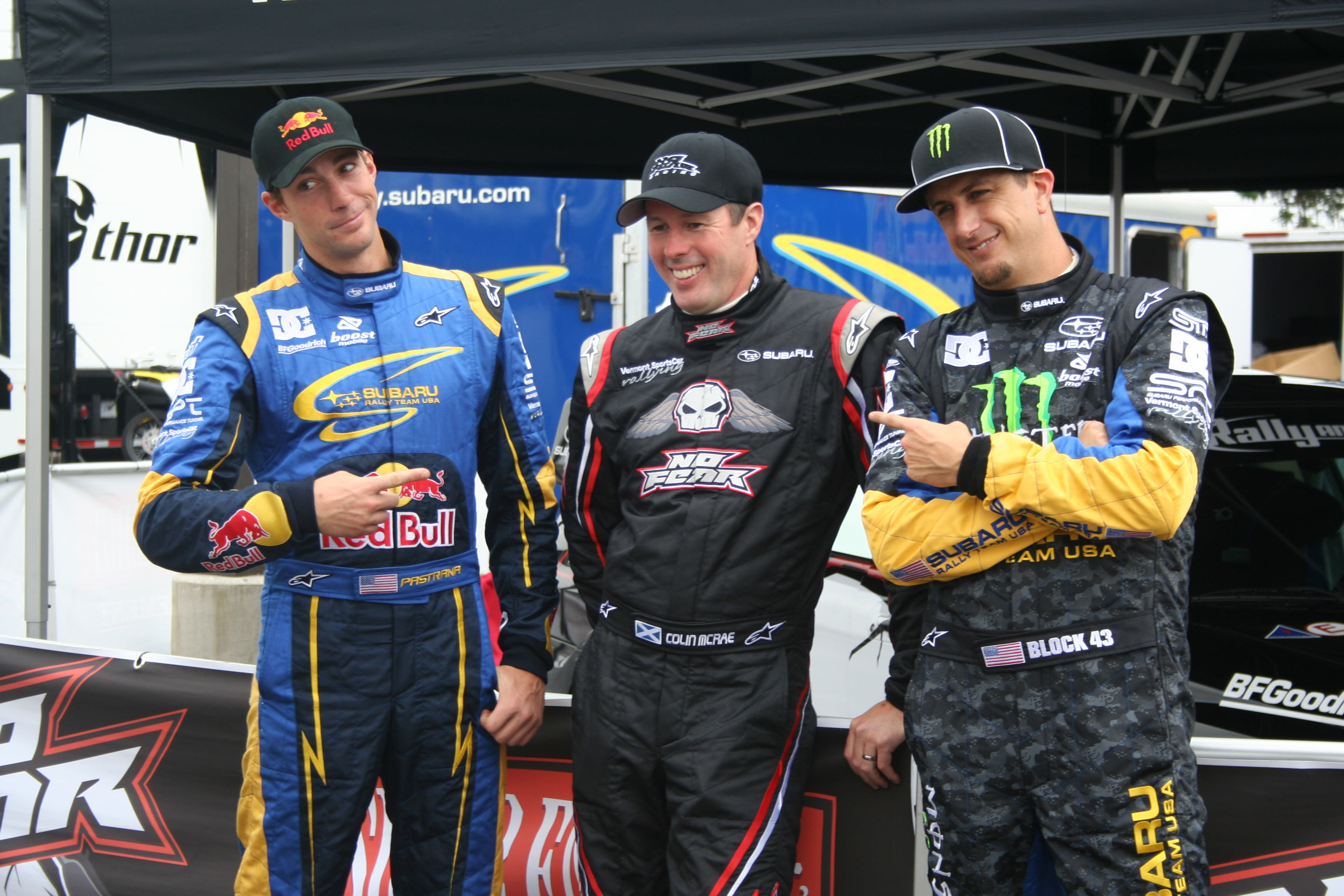
T.Pastrana (G.), Colin McRae et Ken Block (D.), aux XIIIe Xgames d'août 2007.

- 1999 : Victoire aux X games en freestyle motocross.
- 2000 :
  - Deuxième victoire aux Xgames.
  - Champion AMA Motocross en 125 cm3.
  - Remporte le Motocross des nations avec l'équipe des États-Unis sur le Circuit du Puy de Poursay à Saint-Jean-d'Angély (France). Il est engagé en 125 cm32 t lors de cette épreuve.
- 2001 :
  - Champion AMA de supercross Côte Est.
  - Troisième victoire aux Xgames.
- 2003 : Quatrième victoire aux Xgames et fait une guerre de lance patate
- 2005 : Cinquième victoire aux Xgames.
- 2006 : Remporte les Xgames en motocross freestyle pour la sixième fois avec le doublebackflip. Durant cet évènement, il gagne la catégorie best trick en moto mais aussi la catégorie rallye en voiture.
- 2009 :
  - Travis bat le record du monde de backflip à la suite, il en passe 8 à la perfection sur des tallus d'un mètre de haut.
  - Pour la promotion de son sponsor, il effectue des backflips au guidon d'une moto dont les pneus ont été remplacés par des baskets.
  - Pour fêter la nouvelle année, il effectue le soir du réveillon un saut de 82 m de long en voiture dans sa Subaru de rallye.
- 2010 :
  - Septième victoire aux Xgames. Il réalise un double backflip pour fêter sa victoire.
  - Victoire au Speed & Style où il remporte sa onzième médaille d'or aux X-games

## Rallyes

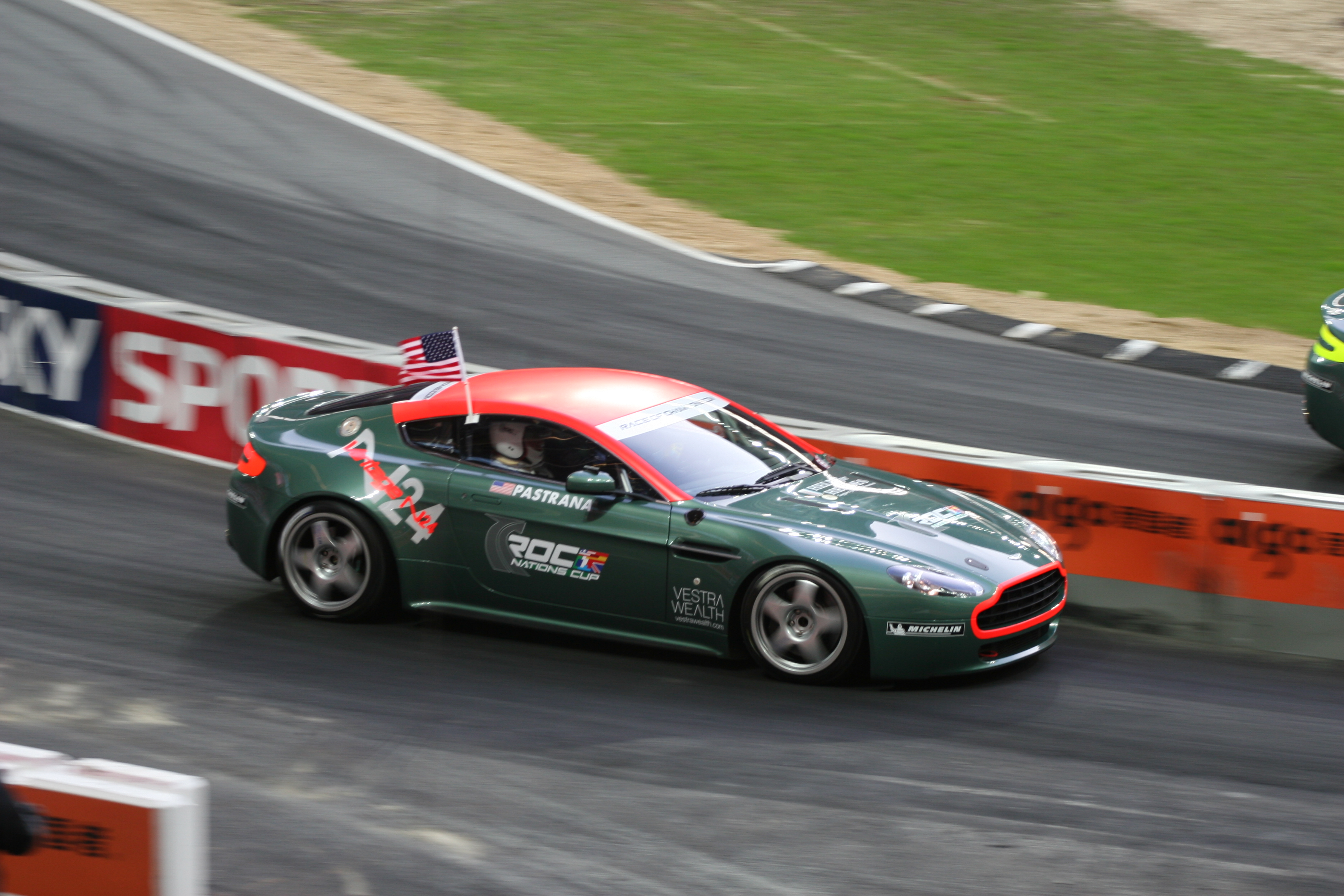
Race of Champions 2007: Travis Pastrana.

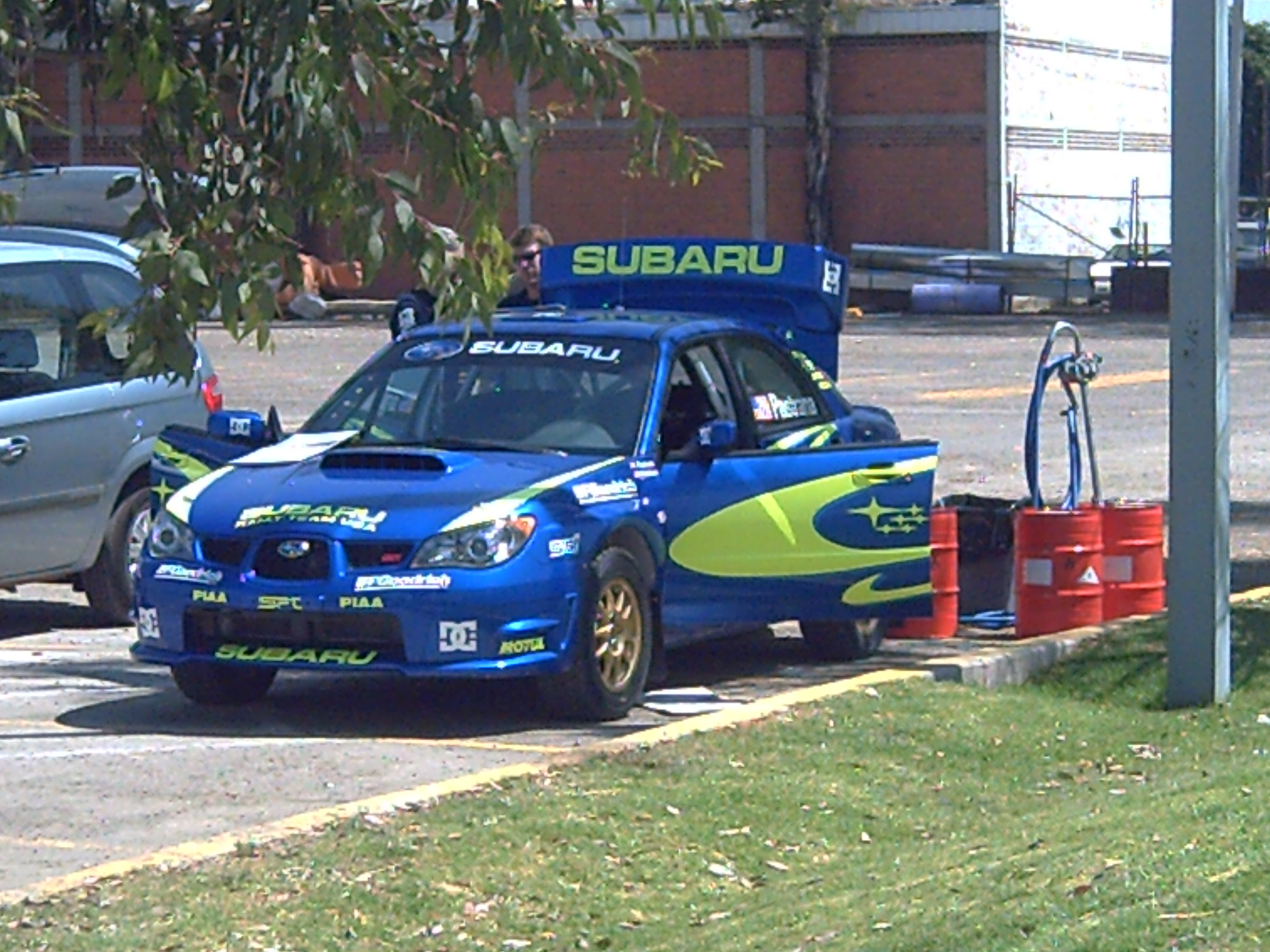
La Subaru Impreza WRX STI N12 de Travis Pastrana.

Travis Pastrana a réellement débuté dans cette spécialité en 2003, à la Course des Champions (il récidive en décembre 2006 au Stade de France, puis en 2007).
En 2004, il pilote déjà une Subaru Impreza WRX STI, pour le compte du Vermont SportsCar rally team.
En 2006-2007, son copilote est Christian Edstrom. Derek Ringer le devient à son tour à partir de la mi-2007.
En 2006 et 2008, il a remporté les X Games Rally (XIIe et XIVe Jeux; il a également terminé second des compétitions en 2009, et troisième en 2007).
De 2007 à 2009, il a participé à quelques rallyes comptant pour le WRC, toujours avec sa Subaru (meilleur résultat: 15e au Mexique en 2007), participations surtout centrées sur le P-WRC en 2007 (Groupe N - 5e finalement).
En septembre 2008, il a participé au Colin McRae Forest Stages Rally, sur Ford Escort RS1600, compétition organisée en hommage à ce dernier, décédé en 2007, en Écosse en compagnie de nombreuses autres célébrités du monde des rallyes.

### Titres
- Quadruple Champion consécutif du Championnat des États-Unis des rallyes Rally America (sur Subaru Impreza WRX STI) : en 2006 (et également le titre en Classe Open), 2007, 2008 et 2009 (ce qui constitue le record du nombre de titres du Rally America) (3e en 2010, et 4e en 2005 date de la création du champional US (vainqueur alors : le canadien Patrick Richard à la 1re édition)

### 17 victoires en Rally America
- 2006 : Rallye Ojibwe Forests;
- 2006 : Rallye Colorado Cog;
- 2006 : Rallye Wild West;
- 2007 : Rallye Sno*Drift;
- 2007 : Rallye New England Forest;
- 2007 : Rallye Ojibwe Forests;
- 2007 : Rallye LSPR;
- 2008 : Rallye Oregon Trail;
- 2008 : Rallye du Colorado;
- 2009 : Rallye Sno*Drift;
- 2009 : Rallye Olympus;
- 2009 : Rallye Oregon Trail;
- 2009 : Rallye New England Forest;
- 2009 : Rallye du Marais (Coulon)
- 2009 : Les 24 Heures de la barque (Arçais)
- 2009 : Rallye Ojibwe Forests;
- 2009 : Rallye LSPR;
- 2010 : Rallye Sno*Drift;
- 2010 : Rallye Olympus.

### Courses de côtes
Vainqueur de la course de côte du mont Washington en septembre 2010, sur Subaru Impreza en 6 min 29 s, record de l'épreuve, battu l'année suivante par l'anglais David Higgins, également sur Subaru Impreza, pilote chevronné l'ayant remplacé au pied levé au sein du team Subaru Rally USA, après son grave accident courant 2010).

## Blessures
« Je ne me souviens pas de la plupart des blessures, il y en a eu trop. » - Travis Pastrana
Les blessures ont souvent éloigné Pastrana des circuits pendant des semaines ou des mois. Ses dossiers médicaux incluent : une colonne vertébrale disloquée, il a eu une fracture du ménisque et des déchirures de tous les ligaments dans son genou gauche, s'est cassé le tibia et le péroné, il a subi une intervention chirurgicale sur son poignet gauche deux fois, pouce gauche une fois, deux chirurgies sur son dos, une sur son coude droit, neuf sur son genou gauche, six sur le genou droit, une opération de l'épaule qui lui a laissé le seul morceau de métal encore présent dans son corps.
Quand Pastrana avait 14 ans, il a été très grièvement blessé alors qu'il participait à une compétition FMX. Il est arrivé court à la réception d'un saut, atterrissant sur le dessus du côté avant de la rampe d'atterrissage et la moto a décéléré de 80 km/h à 0 km/h en moins d'un dixième seconde. Il a été grièvement blessé, sa colonne vertébrale ayant été séparée de son bassin et s'est complètement enfoncée dans son bassin, des vertèbres ont été déplacées. Il est resté dans un fauteuil roulant pendant trois mois avec 2 longues vis de titane mises à l'horizontale pour soutenir sa colonne à hauteur dans son bassin. 
« J'étais parfois conscient parfois non, pendant environ trois jours et j'ai eu six transfusions de sang », dit Pastrana. Il ajoute également que selon les médecins, seulement trois personnes aux États-Unis ont jamais vécu après une telle blessure. Pendant sa longue convalescence, Pastrana roulait régulièrement dans son fauteuil roulant autour de l'hôpital et des zones de thérapie. Alors qu'il était en train de se remettre en fauteuil roulant, il a promis de continuer à sauter en moto et seulement 6 mois après il participait aux X-Games avec les vis encore présentes dans son bassin !
Il a également été blessé en juillet 2011 lors de la compétition des X Games quand sa moto n'a pas tourné à l'atterrissage, écrasant sa cheville et lui causant une fracture. Cependant, Pastrana était rapidement de retour dans sa Subaru Impreza en compétition lors de la finale de Rallye Cross où il a raté un virage et heurté le mur. Les images à bord montrent sa jambe encore plâtrée heurter très violemment la porte ce qui lui a causé une forte douleur.